# Desenvolvimento do Windows XP
O Desenvolvimento do Windows XP começou em 1999 sob o codinome Windows Neptune.  Foi desenvolvido durante 18 meses (Dezembro de 1999 a Agosto de 2001) e sendo lançado em 25 de Outubro de 2001.

## Nomes (Neptune/Odyssey)
Neptune (27 de Dezembro de 1999 com o compilação 5111): Foi liberado para alguns grupos de usuários internos e assinantes TechNet em 1999 (embora ainda estava em discussão para saber se seria uma versão alpha ou uma Technology Preview). Foi desenvolvido a partir do código base do Windows 2000. "Neptune" foi destinado a ser a versão de consumidor ao lado do Windows ME. Apenas a build 5111 foi distribuída fora da Microsoft.
No início de 2000, foi relatado que as equipes de desenvolvimento trabalhando no Neptune e Odyssey , uma atualização para o Windows 2000 para usuários corporativos, os dois projetos então haviam sido reunidos para formar um novo projeto de codinome Whistler, que foi lançado oficialmente como Windows XP.
Em dezembro de 2005, Windows XP começou a desenvolver o Windows Vienna, mas era conhecido como Server 2008.

## Programação Beta
- Build 2202 (lançada em Fevereiro de 2000): Todo o sistema operacional não era muito diferente do Windows 2000 e grande parte do sistema operacional (tela de boot, rotina de instalação, etc) ainda se parecia com o Windows 2000. No entanto, o "Versão somente para testes" ainda pode ser visto no canto da área de trabalho e no logon aparecia o nome "Windows Whistler".
- Build 2223.1 (build main.000411-2307): Foi lançado em 11 de Abril de 2000 e foi inspecionado pela WinHEC (Windows Hardware Engineering Conference), no final de Abril de 2000.Em 30 de junho de 2000, a Microsoft anunciou o início do programa beta técnico do "Whistler".[5] A partir da build 2202, a Microsoft apresentou a nova tecnologia de interface para diversas versões do "Whistler". Estilos visuais  como foi chamado durante a fase inicial, foi baseado em um mecanismo de skin semelhante ao da Stardock WindowBlinds. Durante este período, a Microsoft introduziu a versão "Professional" (mais tarde renomeado para "Aquarela"), tema que foi abandonado em Janeiro de 2001. Também durante este período, a Microsoft iniciou o desenvolvimento para um novo menu Iniciar.
- Build 2250 (tag main.000628-2110): Foi a primeira compilação do "Whistler" liberada para beta-testers em 13 de Julho de 2000 na Professional Developers Conference (PDC) na Florida. Ele se assemelhava à do Windows 2000 e Windows Me e não oferecia precisamente recursos novos, mas foi a primeira build a possuir a característica Visual Styles. Ele também incluiu uma tarefa baseada no painel de controle. O novo Menu Iniciar que a Microsoft estava trabalhando estava desabilitado na build 2250.
- Build 2257 (build idx01.000810-2103): Foi lançado em Agosto de 2000, após um mês de inatividade. Esta compilação incluia o novo menu iniciar para a nova interface de usuário e foi a primeira a apresentar os resultados da área de trabalho limpa da Microsoft.[6] Além disso, a versão Profissional possui o Visual Style com novas cores. Esta foi também a primeira compilação a incluir o firewall da Microsoft.
- Build 2267 (build idx01.000910-1316): Foi lançado em 3 de Outubro de 2000. Ofereceu pequenas melhorias, mas nenhuma nova grandes funcionalidades. Mas permitiu que o usuário de modificar o "look and feel" do sistema com uma caixa funcional de diálogo para a propriedades de vídeo. A Build 2267 também introduziu um "Centro de Compatibilidade", que permitia aos usuários a pesquisar dispositivos de hardware que são compatíveis com determinado sistema operacional.
- Build 2287 (build beta1.001012-1640): Foi o último lançamento pré-beta para compilação disponibilizado. Ele apresentava um novo design para a configuração de rotina, tela de Ajuda e Suporte redesenhada (as versões anteriores foram melhoradas a partir do Windows Me) e alguns ajustes na interface do usuário. Foi também a primeira compilação a usar atualizações dinâmicas, uma nova característica para configuração.

### Beta 1
- Build 2296 (build 2296.beta1.001024-1157): Foi lançado em 31 de Outubro de 2000. Este foi o primeiro pré-beta do Windows XP. Nesta compilação, o painel "Iniciar" foi substituído por um novo Menu Iniciar simples, baseado em um painel de tarefas MMC que visa tornar mais fácil encontrar aplicativos acessados frequentemente. Este foi o primeiro a criar botões em grupo semelhantes da barra de tarefas e a esconder ícones inativos na bandeja do sistema. O recurso de compatibilidade e as contas de usuários também foram acrescentadas nesta compilação. Nesta fase de desenvolvimento, em 13 de Novembro de 2000, a Microsoft anunciou que o "Whistler" seria chamado de Windows 2001. Este nome foi posteriormente abandonado.
- Build 2410 (build main.001208-1937 e idx02.001212-1507): Foi liberado para beta-testers em 4 de Janeiro de 2001. Ele incluiu uma série de novas funcionalidades, tais como alguns novos ícones, uma nova nomenclatura para o Profissional (antes chamado de "Aquarela"), pequenas alterações no menu Iniciar, uma nova Skin para a interface de usuário, alguns ajustes e correções e a inclusão do Internet Explorer 6, Windows Explorer, Outlook Express 6 , o Windows Movie Maker 1.1 (não incluído nas edições de servidor), MSN Explorer 1.1 (não incluído nas edições de servidor), Windows Media Player 8.0 e Internet Information Services 5.1 .
- Build 2416 (build idx01.010104-1958): Foi liberado para beta-testers em 16 de Janeiro de 2001. Contou com correções da inteface do recurso de Ajuda e Suporte, adicionado suporte para MP3 no Windows Media Player 8, recurso Settings Transfer Wizard, adicionado modo cascata para o Menu Iniciar, novas opções de performance e restauração do sistema com total integração com a Propriedade do Sistema.
- Build 2419 (build idx02.010113-1154): Foi liberado para beta-testers em 23 de Janeiro de 2001. Trouxe uma nova rotina para instalação do sistema operacional, seleção de papel de parede . Foi a primeira build a conter o recurso de Ativação do Windows , que foi adicionado para ajudar a reduzir a pirataria . Foi também a última compilação a conter o tema "Aquarela".
- Build 2422 (build idx02.010113-1154): Foi liberada em 25 de Janeiro de 2001. A primeira compilação com o tema Luna, um novo fundo para o Painel de Controle.

### Beta 2
Até o final de Janeiro de 2001, a nomeação definitiva de "Whistler" tornou-se um problema com os sites de notícias e a partir dai surgiu rumores semelhantes e começaram a postar seus palpites. Eventualmente, o apelido que foi usado "XP" (derivado da palavra e"XP"erience). A Microsoft anunciou o nome definitivo do "Whistler" em 9 de Fevereiro de 2001. Desde então, o "Whistler" ficou conhecido como Windows XP. Além disso, no mesmo dia, revisores técnicos receberam uma versão demonstrativa do "Whistler" (build 2428) pela Microsoft. A Build 2428 tinha um carimbo de data de 9 de Fevereiro de 2001 e era conhecido como Whistler Beta 2 .
Build 2462 (build main.010315-1739): Foi lançado em 23 de Março de 2001.

## Programação Release Candidate
Respondendo às críticas de que o Windows XP não iria dar suporte ao novo padrão USB 2.0, a Microsoft enviou uma carta aos seus clientes em 23 de Abril de 2000 explicando a decisão. "A Microsoft é um grande apoiador do USB 2.0 e Bluetooth, assim como a conexão de muitos outros periféricos e padrões wireless, como o IEEE 802.11b, IEEE 1394 e USB 1.0", escreveu Carl Stork, gerente geral de estratégia do Windows Hardware. "Nós continuamos empenhados em oferecer suporte para esses novos padrões no Windows XP e alguns produtos de nosso sistema operacional. A questão de suporte para USB 2.0 e Bluetooth é apenas o tempo de disponibilidade de suporte nativo para Windows e não qualquer decisão de escolher ou não suporte para determinada tecnologia. Por causa da falta de qualidade de produção de dispositivos de teste e porque o Windows XP deverá estar pronto para usuários finais até a temporada de férias de 2001, Windows XP não possuia suporte nativo qualquer nova tecnologia sendo implantada na época, quando foi lançado para fabricantes de sistemas de PC's. O objetivo da Microsoft era oferecer suporte para Bluetooth e USB 2.0 logo após a primeira versão estável do Windows XP." No final de Julho, a empresa já estava testando drivers beta do USB 2.0.
- Build 2469 (build idx02.010508-1228): Foi liberado para beta-testers em 12 de Maio de 2001. Principais mudanças concentrava-se no recurso de conexão em rede. Esta compilação incluia também pequenas atualizações para o Home Network Wizard, o assistente de conexão do cliente RAS, a Base, Kernel, Plug and Play e gerenciamento de energia, desempenho, confiabilidade, tempo de boot, iniciar o aplicativo, a configuração, desinstalar e upgrades do Windows 98 e ME , segurança e serviços de diretório, ajuda principalmente para novas restrições de login nas contas sem senhas, assistência de gestão e desktop remoto.
- Build 2474 (build main.010508-1907): Foi lançado internamente em 17 de Maio de 2001. Não foi liberada para beta-testers, mas foi a primeira build a integrar o novo recurso de ativação de produto da interface do usuário, que agora utilizava o novo estilo de caixa de diálogos do XP . Foi também a primeira compilação para incluir uma versão beta do Windows Messenger 4.
- Build 2475 (build idx01.010514-2023): Foi liberado para beta-testers em 24 de Maio de 2001. Esta compilação apresentado uma nova tela de boot com um logo em uma tela preta (que agora lê-se Windows XP), um novo filme introdutório, uma tela de boas-vindas para o Windows com uma janela sem bordas, uma animação de uma bandeira na tela de boas-vindas (recurso abandonado mais tarde), um ícone para o recurso Controle Remoto, Sistema de Assistência no menu Todos os Programas e vários tours do Windows XP e MPXP na Ajuda e Suporte. Além disso, a instalação foi marcado com texto RC1 (Release Candidate 1).
- Build 2481 (build main.010523-1905): Foi lançado internamente em 1 de Junho de 2001 e liberado para beta-testers em 6 de Junho de 2001. Esta build apresentou uma série de melhorias, incluindo um novo tour do Windows XP e dois esquemas de cores baseada no tema Luna. Em seguida, chamado "herdade" e "Metallic", por sua cores verde e cinza, respectivamente, os esquemas de cores foram, entre muitos outros que a Microsoft estava trabalhando, mas apenas estes dois foram incluídos na versão final.Após a Build 2481 ter sido lançada, não haveria mais alterações para a inteface do Windows XP , o que significa que era a aparência muito próximo ao que ela iria apresentar no produto final. Compatibilidade de hardware também foi concluido, o que significa que a Microsoft não iria adicionar suporte a dispositivos além do que foi então planejado.
- Build 2486 (build main.010602-1927): Foi liberada para beta-testers em 15 de Junho de 2001. Pela primeira vez, a versão do Windows XP Home Edition trazia o suporte a vários monitores, incluindo visão dupla. Anteriormente, a Microsoft havia dito que a Home Edition suportaria apenas uma exibição. Está build foi também a primeira a incluir a construção de quadros "fotos de exemplo", enviando a versão RTM do XP.
- Build 2494 (build main.010613-1739): Foi liberada para beta-testers em 21 de Junho de 2001, que foi o primeiro a oferecer o recurso de balão de ajuda, sugerindo que os usuários conectarem seu logon do Windows com uma senha de acesso . Foi também a primeira compilação com a nova inteface para o novo Windows Messenger.
- Build 2505 (tag main.010626-1514): Em 2 de Julho de 2001, liberada como Release Candidate 1. Não houve mudanças em relação as versões anteriores. Esta foi a primeira compilação lançada ao público através do Windows XP Preview Program (WPP), desde o Beta 2.

"O feedback que a Microsoft recebeu de mais de meio milhão de beta-testers nos diz claramente que as pessoas estão super-animadas com a experiência do Windows XP e que permite estarmos na reta final para a entrega do sistema aos nossos clientes" , disse Jim Allchin , vice-presidente de grupo da divisão do Microsoft Windows, referindo-se a muitos feedbacks que a Microsoft vinha recebendo. "Hoje é lançamento do RC1 ressalta ainda mais o compromisso da Microsoft com a excelência e entregando o produto da mais alta qualidade aos nossos clientes em 25 de Outubro de 2001."
- Erro Amazon:

Em 7 de Julho de 2001, a Amazon.com equivocadamente publicou o Windows XP para venda no seu site e incluiu fotos da caixa do produto. A Microsoft pediu à companhia para remover as páginas, o que fizeram, apesar da Amazon, mais tarde, fazer o mesmo erro um dia antes do XP ser liberado para fabricação. A Amazon faria mais tarde um outro erro quando revelaram os preços do Windows Vista antes do lançamento.
A Microsoft revelou que outra liberação provisória do Windows, cujo codinome Longhorn, seria lançado com o Windows Vista, Windows XP, que se deslocam para a data de lançamento do Windows 7 (na hora com codinome Blackcomb) ao pelo menos dois anos mais tarde.
- Build 2520 (tag main.010717-1624): Lançada no mesmo dia que a build 2205. Não houve alteração em relação as builds anteriores, embora fosse a primeira compilação a incluir a habilidade de remover o Internet Explorer do Windows XP.

## Programação RTM
- Build 2526 (build xpclient.010724-1758): Foi lançado como Release Candidate 2 (RC2) em 27 de Julho de 2001. O RC2 não incluia todos os novos recursos, muito embora tenha a capacidade de remover o Internet Explorer e esta foi a primeira vez que a maioria dos usuários tinha visto isso. Além disso, a Microsoft disse que RC2 foi principalmente PARA correções de bugs e para terminar outros ajustes.
- Build 2535 (build 2535.xpclient.010803-1621): Foi lançado em 8 de Agosto de 2001, embora esta build não ofereceu nenhuma alteração visual.
- Build 2542 (build 2542.xpclient.010811-1534): Foi lançado em 14 de Agosto de 2001. Foi a primeira compilação a exigir aos beta-testers na utilização de novos tipos de chaves para o produto. Como a compilação anterior, essa build não oferecia grandes mudanças visuais. A Microsoft afirmou que esta compilação foi principalmente desde regredir existentes bugs corrigidos, para descobrir qualquer bug na atual compilação e para começar uma verificação de sanidade final antes da versão RTM.
- Build 2545: Foi renomeada como build 2600 em 20 de Agosto de 2001 e a Microsoft noticiava que esta seria a versão final de compilação para RTM, alertando a imprensa sobre o seu progresso e explicar o restante da programação.
- Build 2600 (build 2600.xpclient.010817-1148): Em 24 de Agosto de 2001, foi declarado como a versão RTM e foi transferida para fabricantes de PC em um evento de mídia realizado no campus da Microsoft.

O Windows XP foi lançado em 25 de Outubro de 2001, para o público em geral e aos varejistas em todo o mundo.

## Service Pack (SP)
A Microsoft ocasionalmente lança Service Packs (pacotes de serviços) para as versões do Windows para corrigir problemas e adicionar novos recursos.

### Service Pack 1 (SP1)
O Service Pack 1 (SP1) do Windows XP foi lançado em 9 de Setembro de 2002. Os recursos mais notados foram o suporte ao USB 2.0 e o recurso Definir Acesso e Padrões do Programa. Primeiramente os usuários especificavam qual browser e qual mensageiro instantâneo eles usariam, com acesso aos programas da Microsoft. O Service Pack 1a foi lançado ultimamente para remover o Microsoft Java Virtual Machine de acordo com a Sun Microsystems.

### Service Pack 2 (SP2)
O Service Pack 2 (SP2) (codinome "Springboard") foi lançado em 6 de Agosto de 2004, após detalhes severos, com ênfase na segurança. Anteriormente como nos outros service packs, o SP2 adicionou novas funcionalidades ao Windows XP, incluindo a instalação de um firewall, suporte à rede Wi-Fi com guia de introdução, bloqueador  de pop-up no Internet Explorer e suporte ao Bluetooth. Um dos maiores recursos de segurança adicionados foi o Windows Firewall que estava ativado por padrão, proteção avançada na memória e uma tecnologia chamada de NX Bit para proteger o processador de ataques virtuais; Além disso foi lançada a Central de Segurança do Windows um pacote de proteção que incluía o Firewall do Windows, a conexão com as atualizações automáticas e um antivírus que deveria ser instalado a parte. Outras novidades incluídas no pacote foram o Windows Media Player 9, o Directx 9.0c e o Windows Movie Maker 2 com uma nova interface, efeitos de vídeo e opções que foram incorporadas ao programa.

### Service Pack 3 (SP3)
O Service Pack 3 (SP3) começou a ser desenvolvido em Março de 2007. A versão final foi lançada em 6 de Maio de 2008.
O Service Pack 3 do Windows XP contém 113 atualizações de segurança e 958 correções. Não trouxe, entretanto, o Windows Internet Explorer 7 ou mesmo o Windows Media Player 11; a possibilidade de inserir a chave do produto no final da instalação, tornando assim mais ágil a instalação do Windows; a presença do NAP (Network Access Protection); detecção de “Black Hole Router” para proteger o sistema contra roteadores que estão descartando dados; um ganho de aproximadamente de 10% em performance no computador, adicionado o suporte a redes wireless protegidas com senhas "WPA" e "WPA2" e o novo Módulo Criptográfico de Modo Núcleo  existentes no Windows Vista.

## Ciclo de vida do Windows XP
O Windows XP esteve disponível no mercado por um período de 12 a 24 meses após o lançamento do Windows Vista durante Dezembro de 2008 a Janeiro de 2009. Em 14 de Abril de 2009, o Windows XP entrou no período de "suporte estendido", indo até o ano de 2014. O Windows XP sem Service Pack 3 encontra-se sem suporte e a Microsoft já expediu suas datas de encerramento:
- Windows XP RTM (sem Service Pack): Suporte encerrado em 30 de Setembro de 2004;
- Windows XP Service Pack 1 (SP1): Suporte encerrado em 10 de Outubro de 2006;
- Windows XP Service Pack 2 (SP2): Suporte encerrado em 13 de Julho de 2010;
- Windows XP Service Pack 3 (SP3): Suporte encerrado em 8 de Abril de 2014.

## Ligações Externas
- Windows XP
- Windows XP Home Edition
- Windows XP Professional
- Windows XP Professional x64